# Суворов, Александр Аркадьевич
Светлейший князь (с 1851) Алекса́ндр Арка́дьевич Суво́ров (5 [17] июля 1804, Санкт-Петербург — 31 января [12 февраля] 1882, там же) — русский государственный, общественный и военный деятель, генерал от инфантерии. В 1848—1861 годах — генерал-губернатор Прибалтийского края и военный губернатор Риги, в 1861—1866 годах — санкт-петербургский военный генерал-губернатор, позднее — генерал-инспектор пехоты. Внук генералиссимуса Александра Васильевича Суворова.

## Ранние годы
Родился 5 (17) июля 1804 года в Санкт-Петербурге в семье Аркадия Александровича Суворова, который через семь лет погиб при переправе через реку Рымник. Мать — Елена Александровна Нарышкина. Был крещён 10 июля 1804 года в Исаакиевском соборе при восприемстве деда А. Л. Нарышкина.
После смерти отца мать отдала восьмилетнего Александра в иезуитский пансион в Петербурге, где он воспитывался, следуя моде того времени, с сыновьями других русских аристократов. Через три года, в связи с изменившимся отношением к иезуитам, дядя его, Кирилл Александрович Нарышкин (сам воспитанник иезуитов) забрал мальчика к себе. Для продолжения воспитания Александра были приглашены лучшие учителя. Его мать Елена Александровна, проживавшая во Флоренции, пожелала видеть сына рядом с собой. Это послужило причиной переезда в Италию. На тринадцатом году жизни был помещён вместе с младшим братом Константином в школу знаменитого швейцарского педагога Фелленберга в Гофвиль, около Берна. Здесь Александр пробыл пять лет, в совершенстве овладев несколькими иностранными языками, а также занимаясь историей и изучением естественных наук.
После уехал в Париж, когда ему исполнилось восемнадцать лет, недолго обучался в Сорбонне, а окончил образование в Гёттингенском университете. Несомненно, что влияние на формирование мировоззрения молодого Суворова оказала продолжительная жизнь за границей и знакомство с течениями западноевропейской мысли. Так, например, учась в Гёттингене, он вступил в 1825 году в члены студенческой корпорации («корпус Курония VII»).

## Служба
В 1824 году вернулся в Россию, зачислен юнкером в лейб-гвардии Конный полк. Корнет (01.01.1826), эстандарт-юнкер (14.12.1825). Был членом Петербургского филиала Южного, а также Северного тайных обществ. Участвовал в заговоре декабристов в Санкт-Петербурге, но в выступлении 14 декабря не участвовал. Привлекался к следствию, но после предварительного допроса по высочайшему повелению прощён и освобождён.

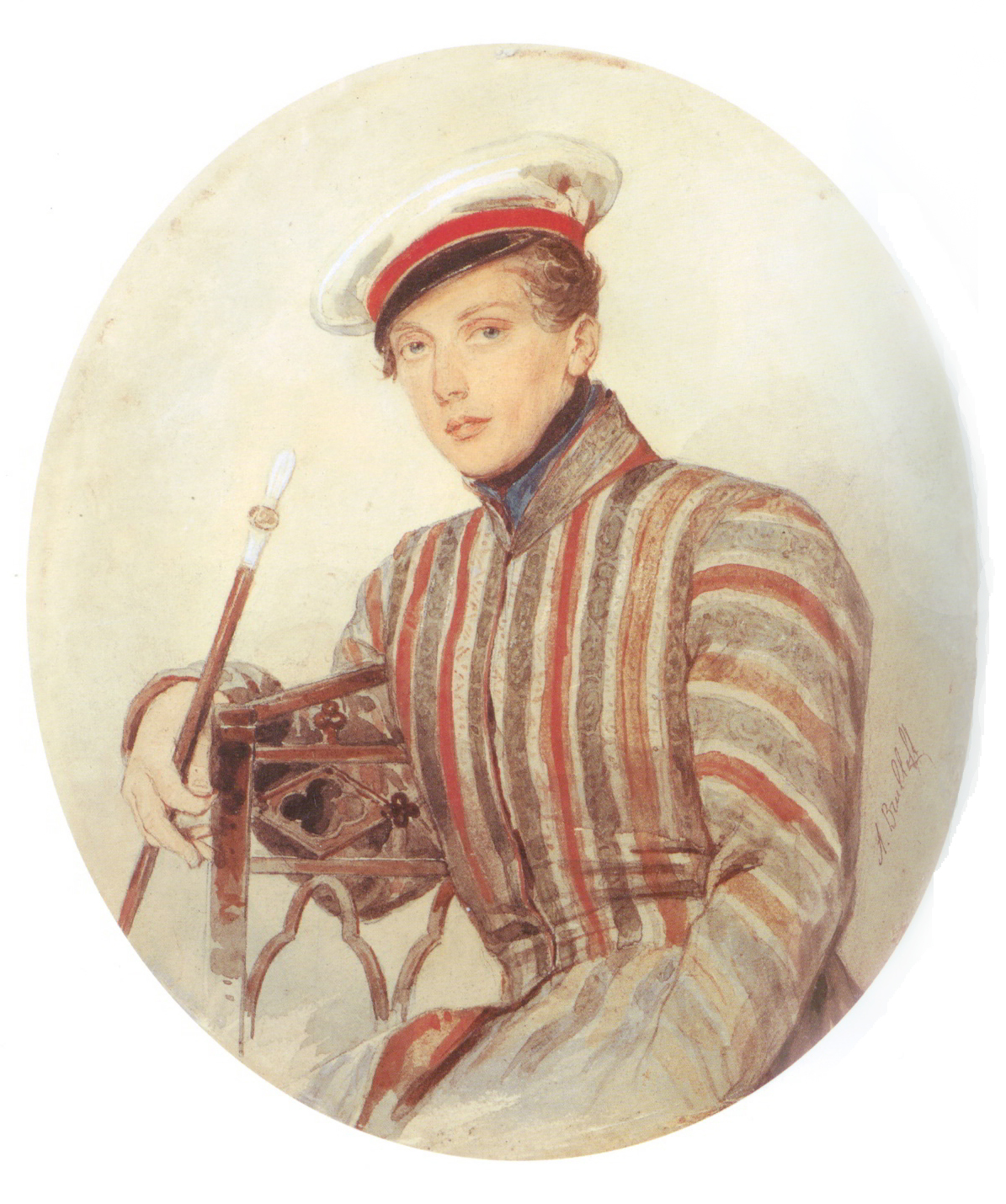
Князь А. А. Суворов.
Акварель А. П. Брюллова. Около 1830

Участвовал в персидской кампании. Отличился при осаде и взятии крепости Сардарабад, был произведён в поручики, награждён орденом Св. Владимира 4-й ст. с бантом и золотой шпагой с надписью «За храбрость». С 1828 года флигель-адъютант Николая I.
Участник русско-турецкой войны 1828—1829 годов, во время которой находился при особе Государя. Здесь он участвовал в сражении под Шумлой, в осаде Варны, взятии крепости Исакчи, в сражении при Буланлыке, лично принял капитуляцию небольшой крепости Мачин. За боевые заслуги произведён в штабс-ротмистры, награждён орденом Св. Анны 2-й ст.
В Петербурге Александр Аркадьевич Суворов был временно прикомандирован к лейб-гвардии Конному полку для изучения строевой службы. Участвовал в подавлении польского восстания 1830 года, отличился в ряде боёв, в том числе в штурме Варшавы, был отправлен парламентёром для переговоров о сдаче. Заступивший на пост главнокомандующего после смерти фельдмаршала Ивана Дибича фельдмаршал Иван Паскевич командировал его в Петербург с посланием о победе. Александра Аркадьевича принял император Николай I, воспели в стихах Пушкин и Жуковский.
В 1831—1832 годах командир гвардейского батальона, в 1839—1842 командир Фанагорийского гренадерского полка, затем командир бригады; с 30 августа 1839 года — генерал-майор свиты, с 25 июня 1846 — генерал-адъютант. В 1847—1848 годах костромской губернатор, в 1848—1861 годах генерал-губернатор Прибалтийского края и военный губернатор Риги. Входил в Остзейский комитет по реформе землевладения в Остзейском крае.
В 1854 году, с началом войны с англо-французской коалицией, Суворов был назначен командующим войсками Рижской губернии. За успешное руководство войсками края во время войны, в апреле 1855 года пожалован в кавалеры ордена Св. Александра Невского. В сентябре 1859 года был произведён за отличие в генералы от инфантерии, а в 1860 — назначен шефом Ряжского пехотного полка. Ф. А. Оом в своих воспоминаниях указывал:

… честолюбию князя не было предела. Вечно недовольный, постоянно жаловался он на невнимание к нему особ царской фамилии и всегда находил какой-нибудь предлог для жалобы. Таким образом он однажды целое лето пилил меня выражением неудовольствия за то, что его не делали шефом какого-то полка, которым командовал, кажется, отец его. Я имел случай передать это цесаревичу, и тотчас по возвращении из Гапсаля государь был столь милостив, что назначил Суворова шефом этого полка

С 23 апреля 1861 года член Государственного совета, с 18 октября 1861 года — санкт-петербургский военный генерал-губернатор. По инициативе Александра Аркадьевича были проведены работы по подсыпке грунта для Шестого квартала Васильевской части у Галерной гавани, в связи с чем этот квартал в 1863 году был переименован в «квартал Суворова» и позже назывался также Суворовским участком. Должность была упразднена в 1866 году после покушения Каракозова на Александра II. Назначен генерал-инспектором всей пехоты и в этой должности оставался до самой смерти. На государственных должностях проявил себя как либеральный политик, что создало ему популярность среди студенческой молодёжи, но вместе с тем он приобрёл и видных противников в среде высшей администрации.
Когда по инициативе Помпея Батюшкова и Антонины Блудовой петербургская аристократия собирала подписи под приветственным адресом по случаю вручения М. Н. Муравьёву, успешно подавившему польское восстание 1863 года, иконы Архистратига Михаила. Александр Аркадьевич Суворов отказался, назвав публично Муравьёва «людоедом». Ответ последовал от Тютчева в виде язвительного стихотворения («Гуманный внук воинственного деда…»).
В апреле 1863 года Суворов был удостоен ордена Андрея Первозванного. Во время русско-турецкой войны 1877—1878 годов он находился при Александре II, побывав вместе с ним в Болгарии.

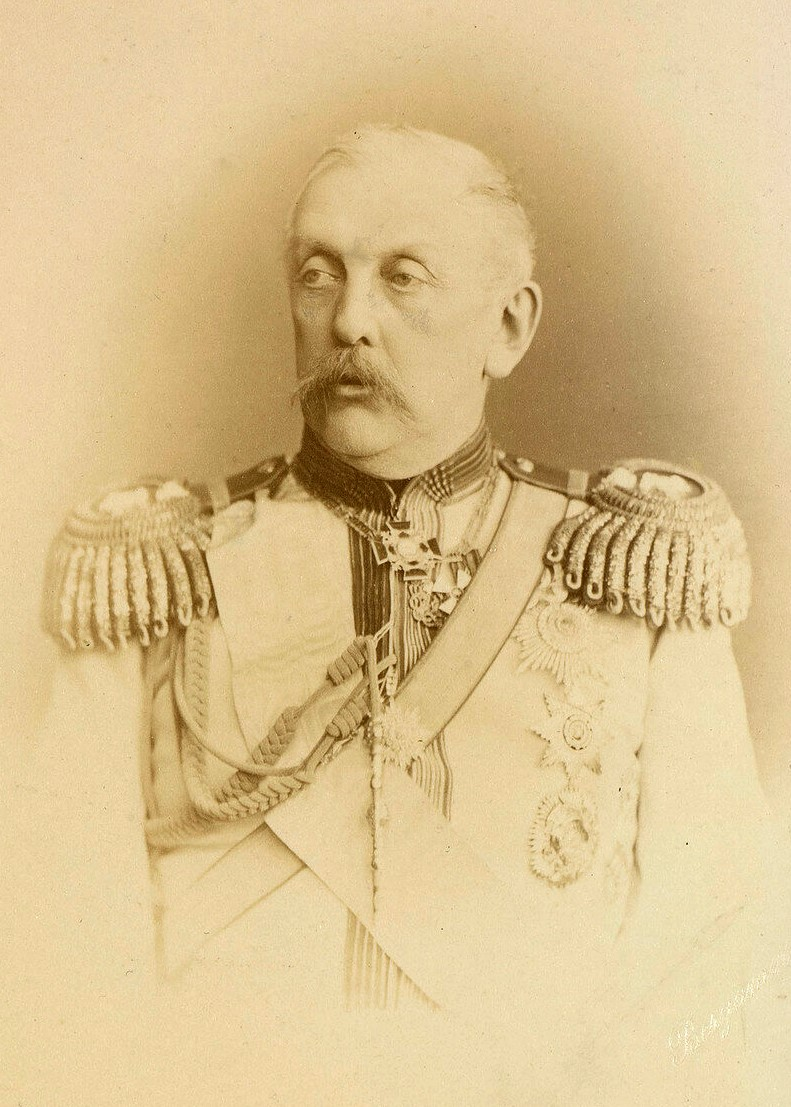
Суворов А. А., князь Италийский. 1874 г.

В последний период жизни был президентом Вольного экономического общества (1869—1871), председателем Попечительского совета заведений общественного призрения в Санкт-Петербурге (1861—1882); жертвовал заведениям личные средства), почётным членом Демидовского дома трудящихся, почётным членом Академии наук, действительным членом Императорского человеколюбивого общества, председателем российского общества покровительства животных и пр. Избран почётным гражданином городов Рыбинска, Тихвина, Новой Ладоги, Боровичей, Череповца и почётным мировым судьёй Петергофского и Московского уездов.
С 1849 по 1868 год Суворов проживал в петербургском особняке по адресу: Большая Морская улица, 47. 1 (13) марта 1881 года, в день убийства Александра II народовольцами, о его смерти сообщил собравшемуся у Зимнего дворца народу именно А. А. Суворов.
Ф. А. Оом поражался, что в 1878 году после покушения на обер-полицмейстера Ф. Ф. Трепова «князь Суворов аплодировал на суде защитнику Веры Засулич, что он, генерал-адъютант, андреевский кавалер, бывший генерал-губернатор, мог увлечься до громкого на суде одобрения речи, имевшей последствием оправдание женщины покусившейся на убийство».
Умер 31 января (12 февраля) 1882 года от кровоизлияния в мозге. Похоронен в Троице-Сергиевой пустыни на берегу Финского залива; утверждение Ал. Кобака, по которому могила утрачена, ошибочно (смотри снимок могилы).
Военные чины и свитские звания
- Корнет лейб-гвардии (01.01.1826)
- Эстандарт-юнкер (14.12.1825)

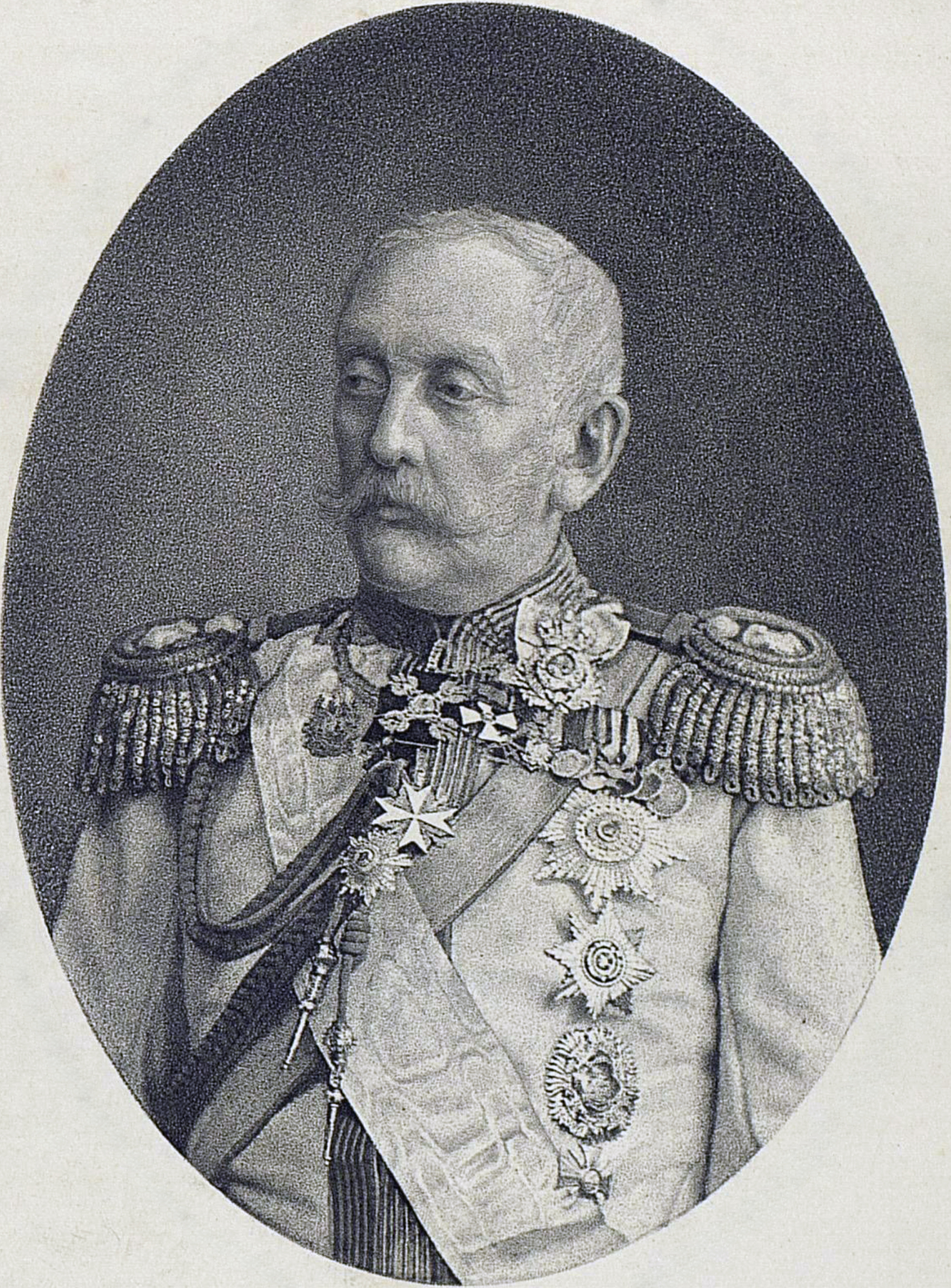
Фото 1870-х годов

- Поручик за отличие при взятии Аббасабада (06.12.1827)
- Флигель-адъютант (29.02.1828)
- Штабс-ротмистр за отличие под Шумлой (22.07.1828)
- Ротмистр (25.06.1831)
- Полковник (05.09.1831)
- Генерал-майор Свиты (30.08.1839)
- Генерал-адъютант (25.06.1846)
- Генерал-лейтенант (11.04.1848)
- Генерал от инфантерии (08.09.1859)

Награды
- Орден Святого Владимира 4-й степени с бантом — за отличие при взятии Аббасабада (06.10.1827)
- Золотая шпага «За храбрость» — за отличие при взятии Эривани (25.01.1828)
- Орден Святой Анны 2-й степени — за осаду Варны (29.09.1828)
- Медаль «За персидскую войну» (1828)
- Медаль «За турецкую войну» (01.10.1829)
- Медаль «За взятие приступом Варшавы» (19.08.1832)
- Польский знак отличия «За военное достоинство» 4-й степени (19.08.1832)
- Императорская корона к Ордену Святой Анны 2-й степени (06.12.1833)
- Орден Святого Владимира 3-й степени (06.12.1835)
- Золотая табакерка с вензелем Имени Его Величества (1840)
- Золотая медаль в память бракосочетания Цесаревича (16.04.1841)
- Орден Святого Станислава 1-й степени (17.08.1843)
- Орден Святой Анны 1-й степени — за исполнение особого поручения (21.04.1847)
- Орден Святого Георгия 4-й степени — за выслугу 25 лет в офицерских чинах (26.11.1847)
- Знак отличия «За XX лет беспорочной службы» (22.08.1850)
- Орден Белого Орла (06.12.1850)
- Медаль «За усмирение Венгрии и Трансильвании» (19.12.1850)
- Знак отличия «За XXV лет беспорочной службы» (22.08.1854)
- Орден Святого Александра Невского (17.04.1855)
- Медаль «В память войны 1853—1856» (26.08.1856)
- Алмазные знаки к Ордену Святого Александра Невского (30.08.1856)
- Большая золотая медаль в память коронования Александра II (10.09.1856)
- Орден Святого Владимира 1-й степени с мечами (10.11.1861)
- Орден Святого Андрея Первозванного (17.04.1863)
- Алмазные знаки к Ордену Святого Андрея Первозванного (20.05.1868)
- Знак отличия «За XL лет беспорочной службы» (1874)
- Портрет Его Величества, украшенный алмазами для ношения в петлице на Андреевской ленте (01.01.1876)

иностранные:
- Персидский Орден Льва и Солнца 2-й степени с алмазами (1830)
- Прусский Орден Святого Иоанна Иерусалимского (1831)
- Алмазные знаки к прусскому Орден Святого Иоанна Иерусалимского — за известие о рождении великого князя Михаила Николаевича (27.11.1832)
- Табакерка от Его Величества короля прусского Фридриха Вильгельма III с шифром (1832)
- Австрийский Орден Леопольда, командорский крест (02.11.1833)
- Табакерка от нидерландского короля Вильгельма I Оранского с шифром (1834)
- Золотая табакерка от нассауского герцога Вильгельма I с шифром (1835)
- Прусский Орден Красного Орла 4-й степени (1835)
- Табакерка от Его Величества короля прусского Фридриха Вильгельма III с шифром (1835)
- Табакерка от нассауского герцога Вильгельма I с алмазами (1835)
- Прусский Орден Красного орла 3-й степени (1838)
- Датский Орден Данеброга 1-й степени (1843)
- Гессен-Кассельский Орден Золотого Льва 1-й степени (1844)
- Сардинский Орден Аннунциаты с цепью и звездой — как наследнику А. В. Суворова (1844)
- Сицилийский Орден Франциска I 1-й степени (1845)
- Вюртембергский Орден Фридриха, большой крест (1846)
- Прусский Орден Красного орла 1-й степени (01.01.1859)
- Прусский Орден Красного орла, большой крест — по случаю коронации Вильгельма I (18.10.1861)
- Прусская медаль в память коронации Вильгельма I (1862)
- Греческий Орден Спасителя, большой крест (28.02.1864)
- Вюртембергский Орден Короны 1-й степени (1872)
- Прусский Орден Чёрного орла (1873)
- Австро-Венгерский Орден Святого Стефана, большой крест (1875)[11]
- Сербский Орден Таковского креста 1-й степени (1878)
- Румынский Железный крест (1878)
- Алмазные знаки к прусскому Ордену Чёрного орла (21.04.1881)

## Семья
Жена (с 12 ноября 1830 года) — Любовь Васильевна Ярцева (04.03.1810—26.10.1867), фрейлина двора, дочь коллежского советника, шталмейстера Василия Ивановича Ярцева (1784—1827). По описанию современницы, «была высокой, белокурой, белолицей и очень красивой». Влюблённый в мадемуазель Ярцеву граф В. Ф. Адлерберг очень легко устроил её брак с Суворовым, по которому она умирала. Пушкин дважды в дневнике за 1834 год упоминал Суворову в связи с её любовной связью с графом Л. П. Витгенштейном (1799—1866), привлекшей внимание света.
Однокашница Ярцевой по Екатерининскому институту А. О. Смирнова-Россет, недолюбливая её, называла «конюшенной девкой» и вспоминала: «Суворов был прекрасный и честный малый, сделал эту глупость (женился), и что странно, несмотря на её связь с Витгенштейном, выполнял все её капризы и продолжал любить». За заслуги мужа была пожалована в кавалерственные дамы ордена Св. Екатерины (малого креста) (30 августа 1852 года). Скончалась от чахотки, похоронена в Сергиевой Приморской пустыни. В браке имела сына и двух дочерей:

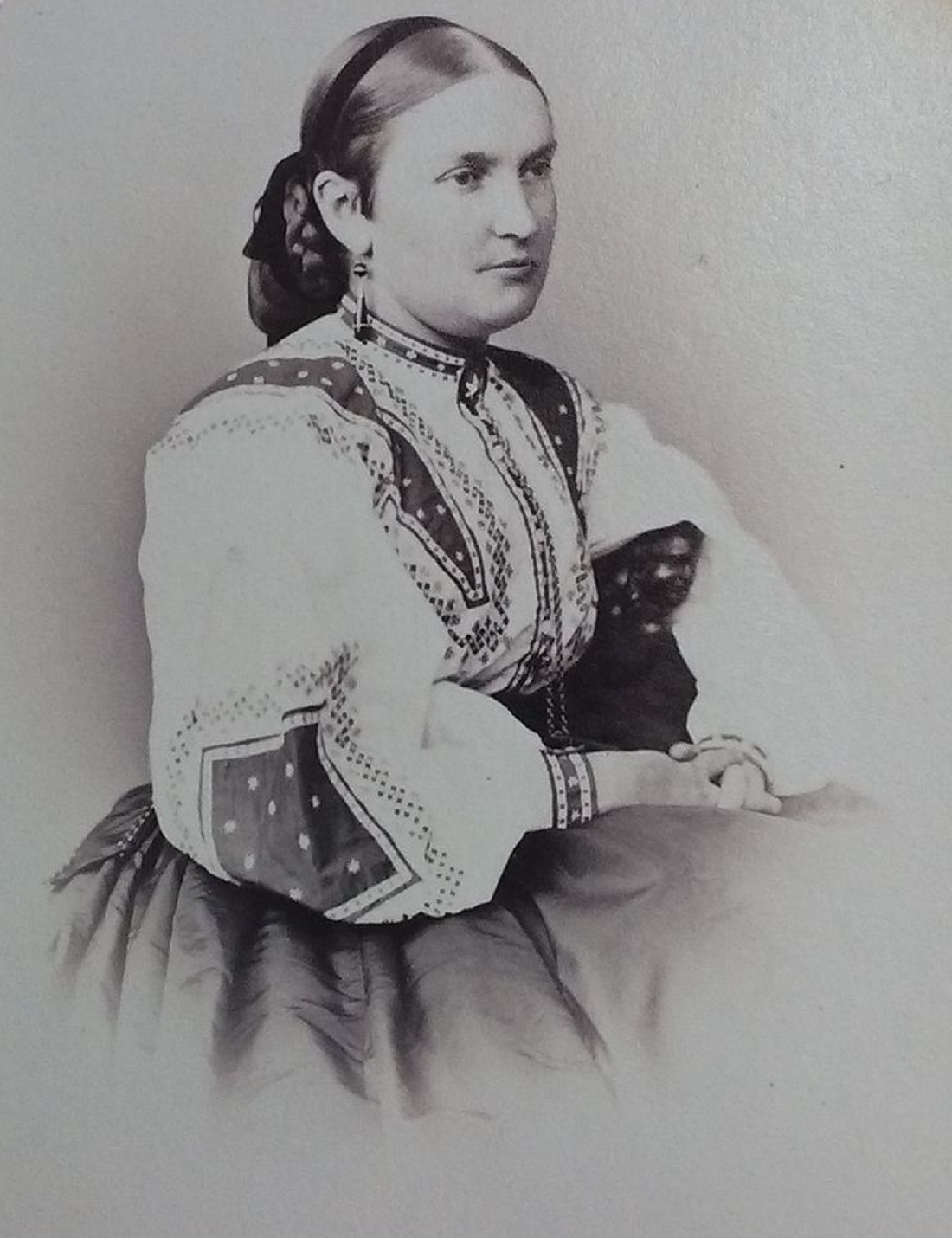
Любовь Суворова. 1860-е гг.

- Любовь (13.11.1831—1883), крестница императрицы Александры Фёдоровны и великого князя Михаила Павловича[17], фрейлина, замужем (с 16.08.1859; Берлин) за статским советником, камер-юнкером князем Алексеем Голицыным, сыном князя В. П. Голицына. В 1861 году они были разведены, брак был бездетным. В том же году 25 августа в Швейцарии Любовь Александровна вышла замуж за поручика, впоследствии полковника, флигель-адъютанта (1869), военного агента в Вене (с 1866) В. В. Молоствова (1835—1877), сына генерал-лейтенанта, сенатора В. П. Молоствова. В этом браке родились 3 дочери и 4 сына, старший из которых[18] унаследовал майоратные имения князей Суворовых, включая село Кончанское.
- Аркадий (1834—1893), флигель-адъютант императора Александра II, умерший бездетным. На нём окончился род светлейших князей Италийских, графов Суворовых-Рымникских. Был женат на графине Елизавете Ивановне Кушелевой-Безбородко (1839—1923), дочери золотопромышленника И. Ф. Базилевского.
- Александра (1844—1927), фрейлина, замужем (с 14 июля 1874 года)[19] за генерал-майором С. В. Козловым (1853—1906).

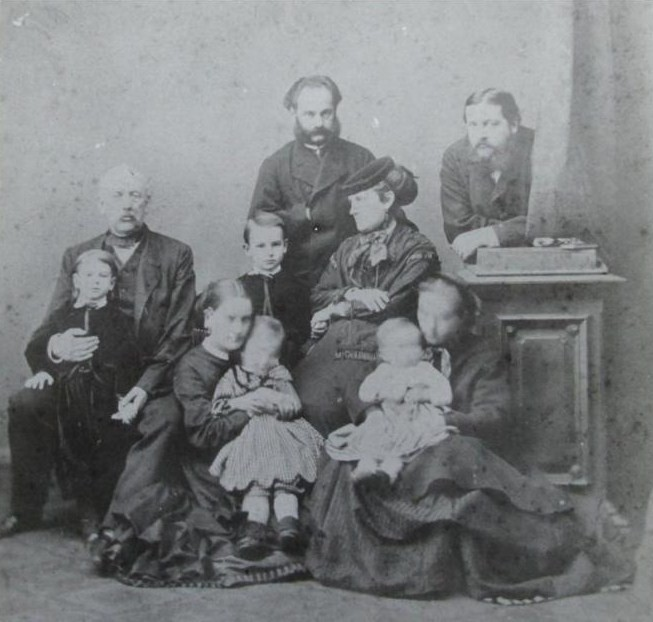
Александр Аркадьевич Суворов с семьёй дочери Любови и сыном Аркадием. 1870-е гг.

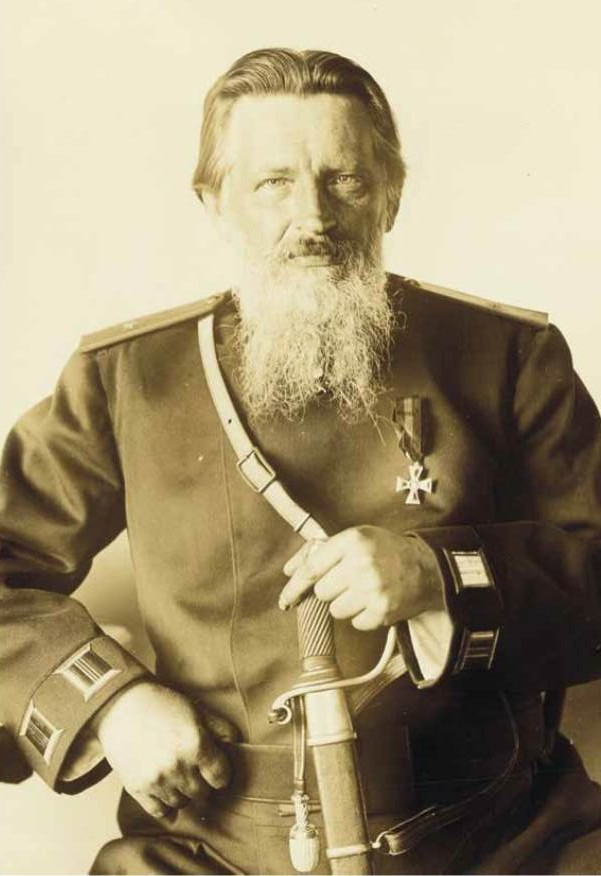
Николай Александрович Гребницкий. Конец XIX — начало XX века

## Возможный внебрачный сын
Из крепостных Александра Аркадьевича происходил Николай Александрович Гребницкий (1848—1908), русский зоолог и этнограф, управляющий Командорскими островами. По семейной легенде, он был внебрачным сыном Александра Аркадьевича Суворова.